# Felise Vahai Sosaia
Felise Vahai Sosaia, né le 30 juillet 1999 à Mata Utu à Wallis-et-Futuna, est un athlète français, spécialiste du lancer du javelot. 

## Biographie
Felise Vahai Sosaia débute l'athlétisme en 2013 à Wallis au stade de Kafika. Il part en Nouvelle-Calédonie à seize ans pour étudier au lycée Jules Garnier de Nouméa. Il suit ensuite une formation de Brevet professionnel de la jeunesse, de l'éducation populaire et du sport à Koutio en parallèle de ses entraînements sportifs.
Il remporte la médaille d'or du lancer de javelot lors des Jeux du Pacifique de 2019 à Apia (Samoa). 
En juillet 2021, il remporte les championnats de France espoirs au javelot à Caen. 
En 2022, il décroche la médaille de bronze des Jeux méditerranéens à Oran en Algérie. Fin juillet, à Caen, il est sacré pour la première fois champion de France en réalisant un lancer à 77,02 m, nouveau record personnel. En août 2022, il échoue à se qualifier pour la finale des championnats d'Europe d'athlétisme à Munich.
Le 23 février 2023, Felise Vahai Sosaia s'impose au meeting de Melbourne en établissant un nouveau record personnel avec 82,04 m. Il devient ainsi le quatrième meilleur performeur français de l'histoire. 

## Palmarès

### International
| Date | Compétition         | Lieu | Résultat | Marque  |
| ---- | ------------------- | ---- | -------- | ------- |
| 2019 | Jeux du Pacifique   | Apia | 1er      | 62,41 m |
| 2022 | Jeux méditerranéens | Oran | 3e       | 76,45 m |

### National
- Championnats de France d'athlétisme :
  - Vainqueur du lancer du javelot en 2022

## Records
| Épreuve           | Marque  | Lieu      | Date            |
| ----------------- | ------- | --------- | --------------- |
| Lancer du javelot | 82,04 m | Melbourne | 23 février 2023 |